# 鶴橋
鶴橋（つるはし）は、大阪府大阪市生野区にある町名。現行行政地名は鶴橋一丁目から鶴橋五丁目。

## 地理
生野区の北西部に位置し、東に中川西、南に桃谷、北に東成区、西に天王寺区と接している。

### 河川
- 平野川

## 歴史
1973年（昭和48年）実施の町名で、以前の鶴橋北之町の大半、猪飼野西と猪飼野中のそれぞれ北部、猪飼野大通の平野川以西に該当する。

## 世帯数と人口
2019年（平成31年）3月31日現在の世帯数と人口は以下の通りである。
| 丁目       | 世帯数    | 人口    |
| ---------- | --------- | ------- |
| 鶴橋一丁目 | 927世帯   | 1,179人 |
| 鶴橋二丁目 | 858世帯   | 1,296人 |
| 鶴橋三丁目 | 656世帯   | 1,092人 |
| 鶴橋四丁目 | 618世帯   | 1,098人 |
| 鶴橋五丁目 | 626世帯   | 1,232人 |
| 計         | 3,685世帯 | 5,897人 |

### 人口の変遷
国勢調査による人口の推移。
| 1995年（平成7年）  | 7,130人 | [ 5 ] |  |
| 2000年（平成12年） | 6,526人 | [ 6 ] |  |
| 2005年（平成17年） | 6,397人 | [ 7 ] |  |
| 2010年（平成22年） | 6,202人 | [ 8 ] |  |
| 2015年（平成27年） | 6,089人 | [ 9 ] |  |

### 世帯数の変遷
国勢調査による世帯数の推移。
| 1995年（平成7年）  | 3,040世帯 | [ 5 ] |  |
| 2000年（平成12年） | 2,986世帯 | [ 6 ] |  |
| 2005年（平成17年） | 3,310世帯 | [ 7 ] |  |
| 2010年（平成22年） | 3,321世帯 | [ 8 ] |  |
| 2015年（平成27年） | 3,254世帯 | [ 9 ] |  |

## 事業所
2016年（平成28年）現在の経済センサス調査による事業所数と従業員数は以下の通りである。
| 丁目       | 事業所数  | 従業員数 |
| ---------- | --------- | -------- |
| 鶴橋一丁目 | 69事業所  | 323人    |
| 鶴橋二丁目 | 217事業所 | 976人    |
| 鶴橋三丁目 | 72事業所  | 519人    |
| 鶴橋四丁目 | 62事業所  | 232人    |
| 鶴橋五丁目 | 71事業所  | 262人    |
| 計         | 491事業所 | 2,312人  |

## 交通

### 鉄道
- 近畿日本鉄道
  - 大阪線 鶴橋駅（JR西日本と大阪市高速電気軌道の所在地は天王寺区下味原町にある。）

## 施設
- 大阪市立北鶴橋小学校
- 生野北鶴橋郵便局
- 永和信用金庫 鶴橋支店
- 大阪鶴橋鮮魚卸売市場
- NRB日本理容美容専門学校

## その他

### 日本郵便
- 〒544-0031[3]（集配局：生野郵便局[11]）